# Цормудян, Сурен Сейранович
Суре́н Сейра́нович Цормудя́н (род. 26 февраля 1978, Владивосток) — российский писатель-фантаст, автор романов в сериях «Вселенная Метро 2033» и «Второго шанса не будет». Согласно "Комсомольской правде" (2014), "один из самых популярных в России авторов в своем жанре".

## Биография

### Происхождение
Армянского происхождения; родился в семье военного офицера. Спустя два года после рождения Сурена семья переехала на Камчатку.
В 1990 году они перебрались в Калининградскую область, где Сурен окончил школу. В 1996 году призван в армию, служил до 2012 года, в звании главного старшины военной команды противопожарной защиты и спасательных работ (ВКППЗ и СР). В 2009 году заочно окончил Калининградский филиал Международного славянского института, получил диплом психолога.

### Творческая деятельность
В 2007 году опубликовался в малотиражном литературном сборнике «Отражение» (Санкт-Петербург, № 14, 15).
В 2008 году рассказ «Чёрное солнце» вошёл в сборник серии «Сталкер» — «Чистое небо».
В 2010 году в серии «Вселенная Метро 2033» была издана книга «Странник».
В 2010 году был издан роман «Второго шанса не будет» в двух томах — «Когда завидуют мёртвым» и «Ад уже здесь».
В 2011 году вышла книга «Отражение во мгле», написанная во вселенной «Второго шанса не будет». Это — параллельная история, никакого отношения к роману-оригиналу она не имеет. Поначалу она писалась для «Вселенной Метро 2033», но в связи с тем, что Сурена «опередил» с описанием Новосибирского метрополитена Сергей Москвин со своим романом «Увидеть солнце», Сурен решил включить роман «Отражение во мгле» во вселенную «Второго шанса не будет», адаптировав его под сеттинг этой вселенной.
В 2011 году был завершён роман «Резервация 2051» для новой постапокалиптической серии (пока не имеющей названия).
В апреле 2012 года завершена работа над романом «Наследие предков» для «Вселенной Метро 2033».
В 2013 году в жанре фэнтези была издана книга «Боевой вестник». Первая книга новой серии «Чаша первобога». В 2014 году вышла вторая книга серии «Чаша первобога»: «Кровь королей».
В апреле 2019 года создал свой канал на видеохостинге YouTube под названием SUREN, где выкладывает видео про события Второй мировой войны на тихоокеанском театре боев, военных операций США, масштабных техногенных катастроф, а также обозревает художественные произведения по данным событиям.

## Семья и личная жизнь
Хобби — фотография и моделирование.

## Награды
- Бронзовая премия «Лучшая книга Вселенной Метро 2033» — за роман «Странник».

### Серии
Вселенная «Метро 2033»:
1. Странник;
2. Наследие предков;
3. Край земли;
4. Край земли-2.

Второго шанса не будет:
1. Последние пассажиры;
2. Когда завидуют мёртвым;
3. Ад уже здесь;
4. Отражение во мгле.
5. Последняя тщетность.

Проект S.T.A.L.K.E.R.:
1. Дичь;
2. Чёрное солнце.

Фантастика:
- Завтра Млечного Пути;
- Визит к динозаврам;
- Где была твоя душа...

Чаша первобога:
1. Боевой вестник;
2. Кровь королей.

Юмористическая фантастика:
- Планета карликов;
- Полетели за алмазом;
- S.W.A.L.K.E.R. Похитители артефактов.